# Светлояр
Светлоя́р — озеро, с которым связана легенда о затонувшем городе Китеже. Находится в Нижегородском Заволжье примерно в 130 км к северо-востоку от областного центра и в 1—1,5 км западнее села Владимирское Воскресенского района. Памятник природы федерального значения. Расположено на территории природного парка Воскресенское Поветлужье. Постановлением Правительства Нижегородской области № 17 от 20.01.2015 озеро было включено в Единый государственный реестр объектов культурного наследия (памятников истории и культуры) народов Российской Федерации как объект культурного наследия муниципального (местного) значения в составе комплекса «Культурно-ландшафтный комплекс „Озеро Светлояр и село Владимирское“».

## Описание
Озеро находится в междуречье рек Керженец и Ветлуга, левых притоков Волги. Площадь поверхности — 0,1483 км². Оно имеет форму овала с размерами 470×350 м с длинной осью в направлении север-юг, отличается от соседних озёр большой глубиной, достигающей 33,4 м. Наиболее глубокая точка — в южной части озера, где понижение дна имеет форму воронки, являющейся продолжением обрывистых южных берегов. Севернее этой впадины на дне находится пологая площадка глубиной 22—24 м. В северной, относительно мелководной части озера перепады глубин более плавные по сравнению с южной частью. Высота поверхности озера над уровнем моря — 109 м. Берега озера несколько приподняты, а само оно находится в котловине; холмы, опоясывающие озеро, наиболее отчётливо проявлены с юга, где они образуют дугу. Высота холмов достигает 122—124 м над уровнем моря (13—15 м над урезом воды озера), холмы разделены глубокими (7—8 м) оврагами. Необыкновенно чистая вода гидрокарбонатно-кальциевого типа, прозрачна на глубину более 5 м. Озеро холодное, его питают многочисленные донные ключи. Берега слабо заболочены. В 0,5 км к северо-востоку протекает небольшая мелководная река Люнда, с которой озеро соединено ручьём. Сток из озера через ручей, частично нарушенный при прокладывании дороги в советское время (вследствие этого озеро начало заболачиваться), был восстановлен в 1990-х годах.
Объём котловины озера (не самого озера) около 1,5 км³, площадь зеркала воды составляет 14,83 га. Мощность донных отложений около 8 м.
Озеро находится на территории природного парка «Воскресенское Поветлужье» (охранная зона нижегородского Поветлужья, природный парк регионального значения), созданного в 2008 году.

## Исследования
Взгляд на происхождение озера с момента его изучения менялся и до сих пор не решен однозначно. Различными исследователями в разное время высказывались гипотезы о ледниковом, карстовом, старичном, вулканическом, неотектоническом, солянокупольном и космическом — метеоритном происхождении озера. Первым исследователем озера в конце XIX в. был великий русский учёный-почвовед В. В. Докучаев, и ему принадлежит первая версия происхождения: озеро — метеоритный кратер. Вулканическое происхождение озера было впервые предположено в начале XX века писателем В. Короленко.
Студенты Казанского университета в конце XIX века производили научные изыскания на берегу озера. Также в этот период любитель-археолог А. П. Поливанов вёл раскопки на одном из светлоярских холмов и обнаружил остатки древних орудий, относящихся к каменному веку.
С целью изучения целого спектра проблем, в конце 1960-х — начале 1970-х гг. на Светлояре работала общественная комплексная научная экспедиция «Литературной газеты» под руководством М. М. Баринова. Аквалангистами экспедиции в 1968 году установлено, а геоакустическими исследованиями на озерной акватории в 1969 году детализировано сложное строение рельефа дна озера. Центральная яма-котловина окаймляется системой двух подводных террас, расширяющихся в северной и сужающихся в южной частях озера и имеющих глубины соответственно 18—20 и 9—10 м. Было высказано предположение о многоэтапном циклично-периодическом формировании этого весьма молодого в масштабе геологического времени озера в результате неотектонических процессов. Исходя из этого, был сделан вывод, что центральная котловина образовалась немногим более тысячелетия (приблизительно 1100—1200 лет тому назад) в виде небольшого по размерам озерка глубиной 15—17 м, а погружение нижней террасы произошло примерно 700—800 лет тому назад, что довольно точно соответствует времени Батыева нашествия (1237—38 гг.).
В 2000-х гг. рядом исследований подтверждается метеоритная гипотеза происхождения Светлояра и некоторых соседних озёр. В 2009 году опубликованы результаты полевых исследований, подтверждающих гипотезу о метеоритном происхождении озера 3,0—3,2 тыс. лет назад.
В пользу метеоритного происхождения озера свидетельствуют: правильная форма, глубина, геологическая структура окружающих холмов, стратиграфия донных отложений, многочисленные фрагменты оплавленных пород, округлые каплевидные образования чёрной вспененной стеклообразной массы, аналогичные импактитам. Небесное тело, создавшее Светлояр, могло двигаться с севера на юг по низкой траектории под углом 30—40° к поверхности Земли.

## Освещение в средствах массовой информации
В 1993 году вышел фильм творческого объединения «Экран» «Сказ о великом и невидимом граде Китеже» (автор и режиссёр Виктор Кукушкин), «о мифологических корнях и поиске невидимого „Града Китежа“ под гладью озера Светлояр в Нижегородской области» (цитата аннотации с сайта Гостелерадиофонда РФ). Показ фильма состоялся по первому каналу Центрального Телевидения в Пасху 17 апреля 1993 года перед первой телевизионной трансляцией Пасхального богослужения из Богоявленского собора Москвы.

## В литературе
В романе XIX века этнографа-беллетриста П. И. Мельникова-Печерского «В леса́х» Светлояр описан как старинное место отправления народных праздников с яркими пережитками язычества, которые стараниями «ревнителей древлего благочестия» из соседних скитов были постепенно в народной памяти искоренены и заменены легендой о «граде Китеже»:
Поревновали скитские старцы и келейные матери… «К чему, — заговорили они, — сии нощные плещевания, чего ради крещеный народ бесится, в бубны и сопели тешит диавола, сквернит Господни праздники струнным гудением, бесовскими песнями, долоней плесканием, Иродиадиным плясанием?.. Зачем на те сатанинские сходбища жены и девы приходят?.. Зачем в их бесстыдных плясках главами кивание, хребтами вихляние, ногами скакание и топтание, устами неприязнен клич и скверные песни?.. На тех бесовских сходбищах мужем и отроком шатание, женам и девам падение!.. Не подобает тако творити!.. Богу противно, святыми отцами проклято!..»
И огласили Светлый Яр и холмы над ним «святыми местами»… Тут, сказали они, стоит невидимый град Божиих святых, град Великий Китеж… Но не можем мы, грешные, зреть красоты его, понеже сквернится место делами бесовскими…

И стали боголюбивые старцы и пречестные матери во дни, старым празднествам уреченные, являться на Светлый Яр с книгами, с крестами, с иконами… Стали на берегах озера читать псалтырь и петь каноны, составили Китежский «Летописец» и стали читать его народу, приходившему справлять Ярилины праздники. И на тех келейных сходбищах иные огни затеплились — в ночь на день Аграфены Купальницы стали подвешивать к дубам лампады, лепить восковые свечи, по сучьям иконы развешивать…

## Вторичные названия
- Не следует путать со Светлоярским озером в Сормовском районе Нижнего Новгорода. Последнее возникло в 1970-х годах[источник не указан 2611 дней] в результате строительства завода и носит название «Светлоярское» (а не Светлояр), что как раз указывает на его вторичность.